# Manga Action
Manga Action (漫画アクション) é uma revista de mangá seinen publicada pela editora Futabasha. É considerada a primeira revista seinen criada. Atualmente é publicada duas vezes por mês. A revista foi originalmente criada com o título Weekly Manga Action (WEEKLY漫画アクション) e começou a ser publicada semanalmente a partir de 7 de julho de 1967. Em 2003, mudou a sua periodicidade de semanal para quinzenal e por isso retirou de seu nome a palavra Weekly.
Os números de circulação da revista entre outubro de 2009 e setembro de 2010 foram de 200 000 cópias.

## Títulos

### Atualmente serializado
Listados em ordem alfabética.
- Bar Lemon Heart (desde 1985, escrito e ilustrado por Mitsutoshi Furuya)
- Ekiben Hitoritabi (desde 2005, escrito e ilustrado por Jun Hayase)
- Ganpapatō no Zerosen Shōjo (desde 2007, escrito e ilustrado por Sōichi Moto)
- Koroshiya-san: The Hired Gun (desde 2004, escrito e ilustrado por Tamachiku)
- Mitsubachi no Kiss (desde 2008, escrito e ilustrado por Tōru Izu)
- My Pure Lady: Onegai Suppleman (desde 2006, escrito por Chinatsu Tomisawa e ilustrado por Kaoru Hazuki)
- The New Dinosaurs: An Alternative Evolution (escrito por Dougal Dixon e ilustrado por Takaaki Ogawa)
- Ninja Papa (desde 2006, escrito e ilustrado por Yasuhito Yamamoto)
- Nōnai Kakutō Akiba Shoot (desde 2007, escrito e ilustrado por Shingo Yamada)
- Ōsaka Hamlet (desde 2005, escrito e ilustrado por Hiromi Morishita)
- Porno Graffiti (desde 2008, escrito e ilustrado por Chinatsu Tomisawa)
- Samayoi Zakura (desde 2008, escrito e ilustrado por Mamora Gōda)
- Sensei no Kaban (desde 1999, escrito por Hiromi Kawakami e ilustrado por Jiro Taniguchi)
- Shin Shiawase no Jikan (desde 2005, escrito e ilustrado por Yasuyumi Kunitomo)
- Suzuki-sensei (desde 2005, escrito e ilustrado por Kenji Taketomi)
- Uchi no Tsumatte Dō Deshō? (desde 2007, escrito e ilustrado por Shigeyuki Fukumitsu)
- Wild Nights (desde 2008, escrito e ilustrado por Tomohiro Koizumi)
- Kobayashi-san Chi No Maid Dragon (Desde 2013 na Revista Gekkan Action, Transferido para Manga Action, Escrito e Ilustrado por Coolkyousinnya

### Anteriormente serializado
Listados por ordem de estreia.
- 009-1 (1967-1970, escrito e ilustrado por Shotaro Ishinomori)
- Lupin III (1967-1972, escrito e ilustrado por Monkey Punch)
- Lobo Solitário (1970-1976, escrito por Kazuo Koike e ilustrado por Goseki Kojima)
- Ganbare!! Tabuchi-kun!! (1978-1979, escrito e ilustrado por Hisaichi Ishii)
- Jarinko Chie (1978-1997, escrito e ilustrado por Etsumi Haruki)
- Judge (1989-1991, escrito e ilustrado por Fujihiko Hosono)
- Crayon Shin-chan (1990-2010, escrito e ilustrado por Yoshito Usui)
- Old Boy (1996-1998, escrito por Garon Tsuchiya e ilustrado por Nobuaki Minegishi)
- True Getter Robo!! (1997-1998, escrito por Go Nagai e ilustrado por Ken Ishikawa)
- Shamo (1998-2007, escrito por Izo Hashimoto e ilustrado por Akio Tanaka)
- High School Girls  (2001-2004, escrito e ilustrado por Towa Oshima)
- Cutie Honey Tennyo Densetsu (2001-2003, escrito e ilustrado por Go Nagai)
- Maestro (2003-2007, escrito e ilustrado por Akira Sasō)
- Kodomo no Kodomo (2004, escrito e ilustrado por Akira Sasō)
- Ochiken (2005-2008, escrito e ilustrado por Yoshio Kawashima)
- Hinotama Love (2006-2007, escrito e ilustrado por Maya Koikeda)
- Gokudō Meshi (2006-2013, escrito e ilustrado por Shigeru Tsuchiyama)
- Crime and Punishment: A Falsified Romance (2007-2011, escrito e ilustrado por Naoyuki Ochiai)
- Kono Sekai no Katasumi ni (2007-2009, escrito e ilustrado por Fumiyo Kōno)
- Hoshi Mamoru Inu (2008-2009, escrito e ilustrado por Takashi Murakami)
- Hyoryu Net Cafe (2009-2011, escrito e ilustrado por Shūzō Oshimi)
- Fujiyama-san wa Shishunki (2012-2015, escrito e ilustrado por Makoto Ojiro)
- Inside Mari (2012-2016, escrito e ilustrado por Shūzō Oshimi)
- Tomodachi x Monster (2014-2015, escrito e ilustrado por Yoshihiko Inui)